# Квемо-Хведурети
Квемо-Хведурети (груз. ქვემო ხვედურეთი) — село в Грузии, на территории Карельского муниципалитета края (мхаре) Шида-Картли.

## География
Село находится в центральной части Грузии, на правом берегу реки Куры, на расстоянии приблизительно 1 километра (по прямой) к юго-востоку от города Карели, административного центра муниципалитета. Абсолютная высота — 637 метров над уровнем моря.

## Население
По результатам официальной переписи населения 2014 года в Квемо-Хведурети проживал 941 человек (460 мужчин и 481 женщина). В национальной структуре населения грузины составляли 98,4 %, армяне — 0,7 %, осетины — 0,7 %.
| Год  | Население, человек |
| ---- | ------------------ |
| 2002 | 1141               |
| 2014 | ↘ 941              |